# Carl Zimmer

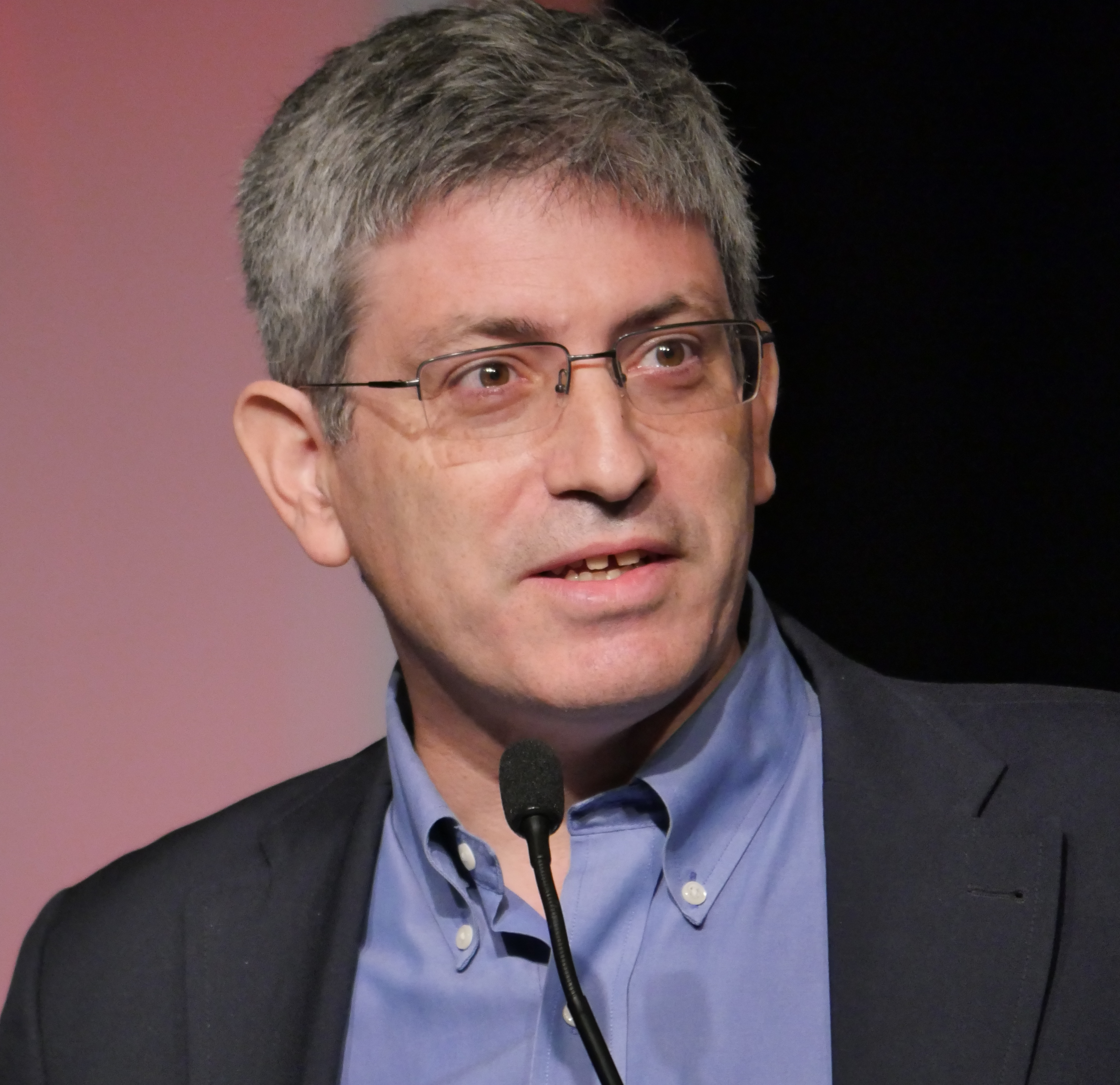
Carl Zimmer (2018)

Carl Zimmer (ur. 1966) – amerykański pisarz popularnonaukowy, bloger, felietonista i dziennikarz, który zajmuje się opisywaniem zagadnień biologicznych związanych z ewolucją, pasożytnictwem i dziedzicznością. 
Zimmer jest autorem wielu książek i artykułów popularnonaukowych opublikowanych m.in. w New York Times, Discover i National Geographic. 
Jest stypendystą Morse College na Uniwersytecie Yale, a także wykładowcą kontraktowym na tym uniwersytecie. Często wygłasza wykłady i występuje w wielu programach radiowych, w tym w programie Radiolab rozgłośni National Public Radio, Fresh Air i This American Life.
Carl Zimmer został uhonorowany nazwaniem jego imieniem nowo odkryty gatunek tasiemca Acanthobothrium zimmeri.

## Twórczość

### Książki (lista niekompletna)
- Co cię gryzie? Fascynujący świat pasożytów (2000, Parasite Rex: Inside the Bizarre World of Nature's Most Dangerous Creatures, wyd. polskie 2021, Wydawnictwo Poznańskie ISBN 978-83-66570-35-1)
- Evolution: The Triumph of an Idea (2001)
- Soul Made Flesh (2004)
- Microcosm: E. coli and the New Science of Life (2008)
- The Tangled Bank: An Introduction to Evolution (2009)
- Planeta wirusów. Czy wirusy sterują życiem na Ziemi? (2011, A Planet of Viruses wyd. polskie 2021, Copernicus Center Press, ISBN 978-83-7886-591-9)
- Science Ink: Tattoos of the Science Obsessed (2011)
- Śmiech ma po matce. Tajemnice genów (2018, She Has Her Mother's Laugh: The Powers, Perversions, and Potential of Heredity, wyd. polskie 2020, ISBN 978-83-66553-96-5)
- Life's Edge: The Search for What It Means to Be Alive (2021)